# Mont-et-Marré
Mont-et-Marré è un comune francese di 189 abitanti situato nel dipartimento della Nièvre nella regione della Borgogna-Franca Contea.

## Società

### Evoluzione demografica
Abitanti censiti